# 방황하는 자들을 위한 안내서

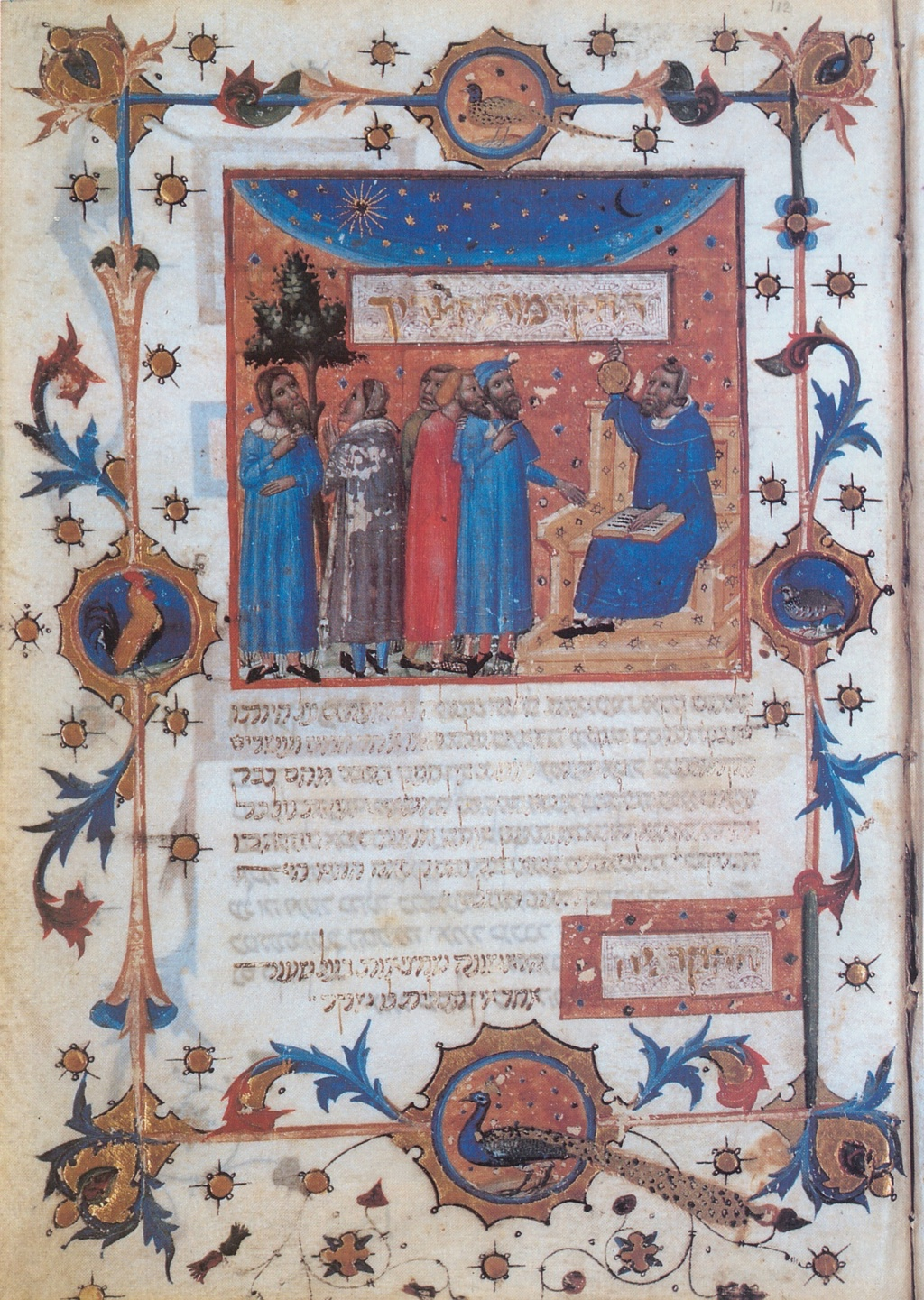

《방황하는 자들을 위한 안내서》는 마이모니데스의 신학 작품이다. 그것은 본문에서 많은 사건에 대한 합리적인 설명을 찾아냄으로써 아리스토텔레스주의와 랍비적 유대 신학을 조화시키려고 한다.
그것은 그의 제자인 유다 랍비의 아들인 세우타의 요제프 벤 유다 랍비에게 세 부분으로 된 편지의 형태로 히브리어 알파벳을 사용하여 고전 아랍어 로 작성되었으며 마이모니데스의 철학적 견해의 주요 원천이다.
그의 신정론 , 철학과 종교의 관계 등 많은 철학적 개념들은 엄밀히 말하면 유대 신학을 넘어서서 관련이 있기 때문에 비유대인 세계에서 마이모니데스와 가장 일반적으로 연관되어 있는 저작으로 알려져 있다. 여러 주요 비유대 철학자들에게 영향을 미쳤다.  출판된 후 "중세의 나머지 기간 동안 거의 모든 철학 작품이 마이모니데스의 견해를 인용, 논평 또는 비판했다." 유대교 내에서 이 안내서는 널리 인기를 얻었으며 많은 유대 공동체에서 원고 사본을 요청했지만 일부 공동체에서는 연구를 제한하거나 완전히 금지하는 등 논란이 많았다.

## 내용물
당황한 사람 을 위한 안내서는 원래 1190년경 마이모니데스가 히브리어 알파벳을 사용하여 고전 아랍어로 작성했다. 그것은 1204년 마이모니데스와 동시대 사람인 사무엘 이븐 티본에 의해 히브리어로 처음 번역되었다. 작품은 세 권으로 나뉜다. 마이모니데스에 따르면 그는 이 지침서를 "우리의 거룩한 율법의 진리를 믿도록 훈련을 받고 도덕적, 종교적 의무를 성실하게 수행하며 동시에 철학 연구에 성공한 종교인을 계몽하기 위해 작성했다. "
또한, 그는 Maaseh Bereishit과에 대한 체계적인 설명했다 Merkabah 신비주의를, 작품 유대 신비주의에 관한 신학의 창조로부터 창세기와의 전차 통과 에제키엘 – 두 가지 신비한 텍스트 타 나크 . 이 분석은 세 번째 책에서 이루어지며, 이러한 관점에서 처음 두 책에서 제기된 문제는 클라이막스를 숙고하는 데 필요한 신비 철학적 지식의 배경과 진행을 제공하기 위해 존재한다.

### 1권
이 책은 의인화에 반대하는 마이모니데스의 테제로 시작된다. 성경에서 인간의 용어로 하나님을 언급하는 많은 표현을 찾을 수 있다. 예를 들어 "하나님의 손"이다. 마이모니데스는 그가 신을 물질적 존재(또는 긍정적인 특성을 지닌 존재)로 여기는 무식한 유대인들에게 존재 하는 이단이라고 믿었던 것에 대해 강력하게 반대했다.
이것이 사실이 아니라는 자신의 믿음을 설명하기 위해 마이모니데스는 20개 이상의 히브리어 용어 분석을 한다. 각 장은 신을 지칭할 때 사용되는 용어에 관한 것으로, 각각의 경우 마이모니데스는 이 단어가 동음이의어 인 경우를 제시하여 물리적 실체를 지칭할 때와 지칭할 때의 용법이 완전히 다르다는 점을 밝힌다.
이것은 마이모니데스의 신이 어떤 긍정적인 용어로 기술될 수 없고 오히려 부정적인 개념으로만 기술된다는 마이모니데스의 개념으로 이어진다.

### 2권
이 책은 마이모니데스가 본 우주의 물리적 구조를 설명하는 것으로 시작한다. 작품에서 주장하는 세계관은 본질적으로 아리스토텔레스적이며, 중심에는 구형의 지구가 있고 동심원의 천구로 둘러싸여 있다.
새로운 점은 마이모니데스가 자연력과 천구를 천사의 개념으로 연결한다는 것이다. 이들은 동일한 것으로 간주된다. 구체는 본질적으로 제1원인으로부터 힘을 받는 순수한 지성이다. 이 에너지는 각각에서 다음으로 넘쳐 흐르고 마침내 지구와 물리적 영역에 도달한다. 존재의 지적인 영역에 대한 이러한 개념은 영지주의 기독교에서도 나타난다. 마이모니데스의 직접적인 출처는 아마도 이븐 시나였을 것이며,  이스마일파 이슬람교의 매우 유사한 계획의 영향을 받았을 것이다.
이것은 우주가 영원하거나 창조되었는지 여부에 대한 논쟁의 장점에 대한 토론으로 이어진다. 첫 번째 책에서와 같이 아리스토텔레스의 우주의 영원성 이론은 철학적으로 가장 좋은 것으로 여겨진다. 하지만 마이모니데스는 우주가 창조되었다는 증거를 열등한 존재로 여겼기 때문이다. 그는 여전히 아리스토텔레스의 관점에서 추정되는 문제를 지적하고 아리스토텔레스의 주장이 가장 좋지만 토라의 신성한 계시가 문제를 결정하는 데 필요한 추가 정보라고 말한다. 그 다음에는 창세기에 요약된 창조와 가능한 종말에 관한 이론에 대한 간략한 설명이 이어진다.
이 책의 두 번째 주요 부분은 예언의 개념에 대한 논의이다. 마이모니데스는 예언의 지적인 면을 강조한다는 점에서 정통적 관점에서 출발한다. 이 관점에 따르면 예언은 환상이 상상 속에서 확인되고 예언자의 지성을 통해 해석될 때 일어난다. 마이모니데스의 관점에서 예언 기술의 많은 측면은 은유적이다. 모세를 제외하고 하나님께서 선지자와 말씀하신 모든 이야기는 이상을 해석하는 은유이다. 완성된 "상상력"이 요구되고 선지자의 행동을 통해 표시되지만 지성도 요구된다. 마이모니데스는 모세의 예언을 제외한 모든 예언은 자연법칙을 통해 일어난다고 주장한다. 마이모니데스는 또한 출애굽기에서 시내산의 전국적인 예언에 대한 묘사가 논리적 증거를 이해하기 위한 은유라고 말한다.

### 3권
세 번째 책의 시작은 전체 작품의 클라이막스로 묘사된다. 에스겔서에 나오는 병거의 신비한 통로에 대한 설명이다. 전통적으로 유대법은 이 구절을 극도로 민감한 것으로 보았고 이론상 명시적으로 가르치는 것을 전혀 허용하지 않았다. 그것을 제대로 배울 수 있는 유일한 방법은 학생이 교사의 힌트를 스스로 해석할 수 있을 만큼 충분한 지식과 지혜가 있어야 하며, 이 경우 교사는 간접적으로 가르칠 수 있다. 그러나 실제로는 이 주제에 관한 랍비들의 상세한 저작물이 종종 힌트에서 상세한 가르침으로 넘어가는 경우가 많다.
힌트에서 직접적인 지시에 이르기까지 이 "선을 넘는 것"을 정당화한 후 마이모니데스는 구체, 요소 및 지능을 언급하는 성경 용어를 통해 기본적인 신비주의 개념을 설명한다. 그러나 이 장들에서는 아직 직접적인 설명이 거의 없다.
그 다음에는 우주 의 도덕적 측면에 대한 분석이 뒤따른다. 마이모니데스는 악의 문제 (자유 의지 때문에 사람들이 책임이 있는 것으로 간주됨), 시련과 시험(특히 욥의 문제와 이삭 의 결박 이야기), 그리고 전통적으로 신학에서 하나님께 부여된 다른 측면들을 다룬다. 섭리와 전지와 같은 것들이다.
계명으로 절정을 이룬 마이모니데스는 하나님에 대한 올바른 예배에 기초한 완전하고 조화로운 삶의 개념으로 작업을 마무리한다. 유대교의 기초가 되는 올바른 철학(지침서에 요약되어 있음)을 소유하는 것은 진정한 지혜의 필수적인 측면으로 간주된다.

## 반응
많은 유대인 공동체가 마이모니데스의 작업을 존경하고 그것을 승리로 여겼지만, 다른 사람들은 그 아이디어의 많은 부분을 이단으로 여겼다. 안내서는 종종 금지되었고 어떤 경우에는 화상을 입었다.
특히 마이모니데스의 적들은 "안내서"에 대해 전쟁을 선포했다. 천사, 예언, 기적에 관한 그의 견해, 특히 창조에 대한 성경적 설명을 우주의 영원성에 대한 교리와 조화시키는 데 어려움이 없었을 것이라는 그의 주장 은 그것에 대한 아리스토텔레스의 증거가 결정적이었다면 - 그의 핵심종교주의자들의 분노를 불러일으켰다.

## 같이 보기
- 바뤼흐 스피노자
- 유대 철학
- 카발라